# Michaël II Apafi
Michaël II Apafi (Gyulafehérvár, 13 oktober 1676 - Wenen, 1 februari 1713) was de zoon van vorst Michaël I Apafi en  Anna Bornemisza en was zelf ook vorst van Zevenburgen van 1690 tot 1699.

## Biografie
Bij de dood van Michäel I Apafi erkende het Ottomaanse Rijk de anti-Habsburgse Imre Thököly als vorst van Zevenburgen, in plaats van Michaël II Apafi. Thököly had Zevenburgen kortstondig in de hand in 1690 en 1691, maar verliet het land nadat zijn generaals werden verslagen door Habsburgse troepen.
Ondertussen hadden Apafi's raadgevers een overeenkomst gesloten met Keizer Leopold I, die Zevenburgen in 1690 administratieve, economische en culturele autonomie en godsdienstvrijheid verleende. Bovendien erkende de keizer hem als vorst en op de Landdag in Fogaras van 1691 werd een raad aangesteld die Zevenburgen moest besturen totdat Apafi meerderjarig werd. Deze raad werd voorgezeten door de gouverneur van Zevenburgen, György Bánffy, en omvatte ook kanselier Miklós Bethlen, generaal Gergely Bethlen en schatbewaarder János Haller. Om eventuele Turkse aanvallen af te wenden verklaarde Apafi - op het advies van de kanselier - de Engelse koning Willem III en Frederik I van Pruisen, de keurvorst van Brandenburg, als zijn wettelijke voogden.
Engeland en Nederland drongen er bij de keizer op aan om een einde te maken aan de oorlog tegen de Turken en stelden een bestand voor waarbij de onafhankelijkheid van Zevenburgen werd geëerbiedigd. Volgens dit voorstel zou Michaël I Apafi vorst blijven onder gemeenschappelijke Habsburgse en Ottomaanse bescherming en toezicht van de internationale mogendheden. De onderhandelingen over dit voorstel duurden tot 1698.
De Habsburgers beschouwden een onafhankelijk Zevenburgen onder Engelse en Nederlandse invloed echter als een bedreiging voor de toekomst van hun eigen dynastie. Parallel met de vredesonderhandelingen versterkten ze daarom hun eigen positie in het land. In 1692 werd Apafi vervolgens naar Wenen ontboden, ogenschijnlijk aangaande een geschil over zijn recente huwelijk. Hij werd in Wenen echter opgesloten en door Leopold gedwongen de heerschappij over Zevenburgen aan hem af te staan. In 1695 werd het land bezet door een leger van 8.000 soldaten en het jaar nadien onder het gezag van een militair gouverneur geplaatst. Nadien bleef Apafi, met een toelage van de keizer, in Wenen wonen, waar hij op 36-jarige leeftijd stierf in 1713.